# Пејто
Пејто (грч. Πειθώ) је у грчкој митологији била нимфа.

## Митологија
Хесиод у теогонији је наводи као једну од Океанида. Била је богиња, дух или демон љубавног наговарања, завођења и слаткоречивости. У комбинацији са Бијом (силом), она је представљала и силовање, као и отмицу младе. Она је била у пратњи богиње Афродите, па су је неки аутори сматрали њеном кћерком. Приказивана је као жена чије су руке одражавале покрет убеђивања или како бежи са места силовања. Њени атрубити су понекад били бели голуб и клупко увезеног канапа. Осим Океана, Тетије и Афродите, као њени родитељи су се помињали и Прометеј и Ата. Као њена деца су се помињали Хигија, коју је имала са Еросом, Егијалеј и Апија, које је имала са Форонејом, као и Јинк. Као њен супруг наведен је и Арг. Према неким изворима, постојале су две Пејто, од којих је једна била Океанида, а друга богиња која је заједно са харитама Пандори даривала златну огрлицу. Име ове богиње, која је персонификовала и брак, био је чест епитет Артемиде и Афродите. У римској митологији поистовећена је са Суадом.

## Култ
Према предању, њен култ у Атини је успоставио Тезеј. У Сикиону су јој били посвећени светилиште и статуа.

## Уметност
С обзиром да се Пејто помиње како је у Спарти помогла тројанском племићу Парису да наговори Хелену да остави мужа и пође са њим у Троју, њен лик се налази на многобројним вазама, нарочито онима које приказују отмицу Хелене, које потичу са краја 6. и 5. века п. н. е. Од зидних слика најпознатија је „Пејто и Ероси“ из 25. године нове ере која је откривена у Помпеји, а данас се налази у напуљском Народном музеју. Лик Пејто је приказан и на рељефу који украшава фриз Партенона, који се данас налази у Британском музеју у Лондону.